# Satoko Miyahara
Satoko Miyahara (Japans: 宮原 知子, Miyahara Satoko) (Kioto, 26 maart 1998) is een Japans kunstschaatsster. Miyahara vertegenwoordigde haar vaderland op de Olympische Winterspelen 2018 in Pyeongchang. Ze werd er vierde bij de vrouwen en eindigde op de vijfde plek met het team. In 2016 won ze de gouden medaille bij de viercontinentenkampioenschappen.

## Biografie
Miyahara begon in 2002 met kunstschaatsen. Op haar vijfde verhuisde ze met haar ouders, beiden artsen, van Japan naar de Amerikaanse stad Houston. Hier verbleef het gezin twee jaar. Miyahara leerde er Engels en de basisbeginselen van het schaatsen. Eenmaal terug in Japan vervolgde ze haar kunstschaatslessen. Ze werd in 2012 en 2013 Japans kampioen bij de junioren en nam drie keer deel aan de WK voor junioren. Miyahara werd er respectievelijk vierde (2012), zevende (2013) en weer vierde (2014). Ze won daarnaast eind 2012 haar eerste, bronzen, NK-medaille bij de senioren, en eindigde voor Akiko Suzuki.
In 2014 debuteerde Miyahara bij de internationale seniorenwedstrijden. Ze nam twee keer deel aan de WK en won in 2015 de zilveren medaille. In 2016 en 2017 trok ze ook het zilver naar zich toe bij de Grand Prix-finale. Bovendien bemachtigde ze tijdens alle vier haar deelnames aan de viercontinentenkampioenschappen een medaille: brons in 2018, zilver in 2014 en 2015 en goud in 2016.
De viervoudig Japans kampioene lag er in het pre-olympisch jaar grotendeels uit door een heupblessure. In juli 2017 blesseerde ze ook haar linkervoet en in september had ze een ontsteking in haar rechterheup. Ze herstelde wel op tijd en kon deelnemen aan de Olympische Winterspelen in Pyeongchang. Hier werd ze vierde bij de vrouwen en eindigde ze op de vijfde plek met het team.

## Belangrijke resultaten
| Kampioenschap                                                                | 09/10 | 10/11 | 11/12 | 12/13 | 13/14  | 14/15         | 15/16         | 16/17         | 17/18         | 18/19         | 19/20         | 20/21         |
| ---------------------------------------------------------------------------- | ----- | ----- | ----- | ----- | ------ | ------------- | ------------- | ------------- | ------------- | ------------- | ------------- | ------------- |
| Olympische Spelen                                                            |       |       |       |       |        |               |               |               | 4e 5e (team)  |               |               |               |
| Wereldkampioenschap                                                          |       |       |       |       |        | Zilver        | 5e            | t.z.t.        | Brons         | 6e            | *             | 19e           |
| Viercontinentenkampioenschap                                                 |       |       |       |       | Zilver | Zilver        | Goud          | t.z.t.        | Brons         |               |               | *             |
| Aziatische Spelen                                                            |       |       |       |       |        |               |               | t.z.t.        |               |               |               |               |
| Grand Prix-finale                                                            |       |       |       |       |        |               | Zilver        | Zilver        | 5e            | 6e            |               |               |
| Nationaal kampioenschap                                                      |       |       | 6e    | Brons | 4e     | Goud          | Goud          | Goud          | Goud          | Brons         | 4e            | Brons         |
| WK junioren                                                                  |       |       | 4e    | 7e    | 4e     | geen deelname | geen deelname | geen deelname | geen deelname | geen deelname | geen deelname | geen deelname |
| Junior Grand Prix-finale                                                     |       |       |       | 5e    |        | geen deelname | geen deelname | geen deelname | geen deelname | geen deelname | geen deelname | geen deelname |
| NK junioren                                                                  | 4e    | 4e    | Goud  | Goud  |        | geen deelname | geen deelname | geen deelname | geen deelname | geen deelname | geen deelname | geen deelname |
| t.z.t. = trok zich terug / * Afgelast naar aanleiding van de coronapandemie. |       |       |       |       |        |               |               |               |               |               |               |               |